# ماسون (نيوهامشير)
ماسون (بالإنجليزية: Mason, New Hampshire)‏ هي بلدة أمريكية تقع في الولايات المتحدة في هيلسبوروغ. يقدر عدد سكانها بـ 1,382 نسمة ومساحتها 62.1 كم2 وترتفع عن سطح البحر 227 متر.